# Cabalgando hacia la muerte
Cabalgando hacia la muerte (El Zorro) es una coproducción italo-hispano-francesa de género western estrenada en 1962, coescrita y dirigida por Joaquín Luis Romero Marchent y protagonizada en los papeles principales por Frank Latimore y María Luz Galicia.
Se trata de la continuación del film del mismo año La venganza del Zorro.

## Sinopsis
Dos hermanos, Billy y Dan, suplantan la identidad de El Zorro para poder vengarse de la muerte de su hermano, un soldado condenado por el asesinato de un sacerdote. Así, obligando al enmascarado a que se descubra, podrán enfrentarse a él.

## Reparto
- Frank Latimore como Don José de la Torre - El Zorro
- María Luz Galicia como	María
- Paul Piaget como Dan
- Robert Hundar como Billy
- José Marco Davó como Gobernador
- Jesús Tordesillas como Raimundo
- Mario Feliciani como McDonald
- María Silva como Irene
- José Marco como Olo
- Diana Lorys como Mestiza
- Raf Baldassarre como Chinto
- Marco Tulli como Tom Gray
- Juan Antonio Arévalo como Fernando
- Carlos Romero Marchent como Chema
- Xan das Bolas como	Empleado de banca
- Raffaella Carrà como Carmela
- Simón Arriaga como	Hombre de Dan
- Gonzalo de Esquiroz como Hombre de Dan
- Pedro Rodríguez de Quevedo como Banquero
- Rufino Inglés como	Cochero
- Francisco Camoiras como Sordomudo
- Gianni Santuccio como	El ministro
- Lorenzo Robledo como Capitán
- Howard Vernon como El General

## Rodaje
La película fue rodada, entre otras localizaciones, en la localidad madrileña de Hoyo de Manzanares, y en los parajes de Castroviejo de la localidad soriana de Duruelo de la Sierra.